# C-More系統
威圖公司（英語：Vertu Corporation，商業名稱：C-MORE系統）是一間美國槍械和槍械附件生產商。

## 歷史
1993年，威圖在弗吉尼亚州馬納薩斯獨立市成立；而C-MORE競賽之名則是於1999年成立。

## 產品
威圖的主要產品是紅點鏡，用於各款M1911手槍、格洛克手槍和AR-15樣式步槍。埃斯塔勒国营工厂亦推薦該瞄準鏡用於M249班用自動武器和M240通用機槍。該公司還為美军生產M26模組配件霰彈槍系統。

## 資料來源
1. ↑  .   [2020-07-27]. （原始内容存档于2020-07-26）.
2. ↑  .   [2012-08-12]. （原始内容存档于2013-01-24）. |url-status=和|dead-url=只需其一 (帮助)
3. ↑  .   [2012-08-12]. （原始内容存档于2012-04-02）. |url-status=和|dead-url=只需其一 (帮助)
4. ↑  .   [2009-03-06]. （原始内容存档于2009-03-28）. |url-status=和|dead-url=只需其一 (帮助)
5. ↑  .   [2020-07-27]. （原始内容存档于2008-09-26）.
6. ↑  .   [2020-07-27]. （原始内容存档于2019-05-17）. Friday, 17 May 2019

## 外部連結
- （英文）—C-More Systems（页面存档备份，存于）